# Велике Ливадице
Велике Ливадице су археолошки локалитет, састоји се из локалитета Велике Ливадице I и локалитета Велике Ливадице II., на десној обали Дунава.
Први се налазио у непосредној близини античког утврђења и на њему су, поред атипичне керамике из праисторије, откривени и налази античке керамике из 3. века, те налази који припадају Словенима.
Друго налазиште се налазило о километар низводно, на коме је констатован профил насеља габарита који износи око 500m. Налази керамике и бакарних предмета сведоче да је припадао позном бакарном добу (Коцофени и Черна вода III).